# فرد فرانك
فرد فرانك (بالإنجليزية: Fred Frank)‏ هو لاعب كرة قاعدة أمريكي، ولد في 11 مارس 1873 في لويزا في الولايات المتحدة، وتوفي في 27 مارس 1950 في أشلاند في الولايات المتحدة.

## وصلات خارجية
- فرد فرانك على موقعبيزبول رفرنس.كوم (الدوري الرئيسي) (الإنجليزية)
- فرد فرانك على موقعبيزبول رفرنس.كوم (الدوري الثانوي) (الإنجليزية)